# Intellio
Az Intellio Technologies Zrt. egy IP alapú kamerákat és kamerarendszereket gyártó magyar cég, melyet 2005-ben alapítottak magyar szakemberek azzal a céllal, hogy a digitális kameraképek elemzésének lehetőségét kihasználva, intelligens kamerákat hozzanak létre. Ennek eredményeképp a cég 2005-ben a világon elsőként jelentetett meg intelligens fedélzeti detektorokkal (VCA) rendelkező, sorozatban gyártott biztonsági kamerákat. A vállalat kizárólag megapixeles felbontású IP kamerákat gyárt. Video-menedzsmentszoftvere több ismert gyártó kameráját is képes fogadni, s a világon az elsők között megkapta az ONVIF Profile S minősítést. 2015-ben csatlakozott az ARH cégcsoporthoz.

## Története

### A kezdetek
A cég megalakulásának idején már léteztek IP alapú megfigyelőrendszerek (pl.: Axis Communications), ám digitális tartalomelemzést akkor még nem alkalmaztak a gyártók. Az Intellio első kamerái a manapság már igen elterjedt fejlett mozgásérzékelésekre, kép-maszkolhatóságra már akkoriban képesek voltak.

### Innovatív fejlesztések
Az évek során a kamerák száma és felbontása egyre nőtt, manapság a legnagyobb felbontású kamera a 12 megapixeles ILD-810S. A menedzsmentszoftver is minden évben több jelentős fejlesztésen esik át, mára a biztonságtechnikai szakmán belül igen elismert és kedvelt.

### Nyitás külföldre
A cég pár éve kilépett anyaországa határain túlra. Intellio rendszerek ma már szerte Európában működnek, Romániától kezdve, Olaszországon, Horvátországon, Oroszországon, Anglián és Dubajon át, egészen Izraelig.

### Napjainkban
Az Intellio mára a Kelet-Európai régió egyik jelentős gyártójává nőtte ki magát. Portfoliójában megtalálhatóak az összes jelentős kamerakivitelek a PTZ kamerákon kívül, elérhető rendszámfelismerő modul, nem- és kormeghatározó alkalmazás VisiScanner néven és szerverfüggetlen, önállóan működő IP kamera.

## Technológia
Az Intellio kameráinak és szoftvereinek fejlesztése Magyarországon zajlik. A kamerák minden esetben több megapixeles CMOS képszenzort tartalmaznak, a cég saját képtömörítési és képtovábbítási eljárásai pedig elősegítik a csökkentett infrastruktúra-igénybevételt. A menedzsmentszoftver a legújabb Windows-verziókat támogató változat mellett elérhető Androidon és iOS-en is.

### Kamerák
Az Intellio kamerák felbontása 1.3 és 12 megapixel között lehet. Kivitelüket tekintve kapható bokszkamera, vandálbiztos minidóm- és dómkamera valamint csőkamera. A csőkamerák és egyes (mini)dómkamerák IR megvilágítással is és távvezérelhető objektívekkel rendelhetőek.

### A menedzsmentszoftver

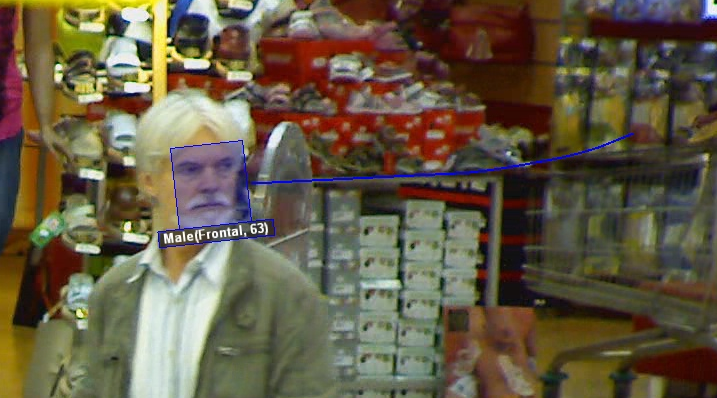
A VisiScanner nem- és kormeghatározó alkalmazás

A kezelőszoftvert teljes mértékben a cég saját maga fejleszti, egyedülálló filozófiában. A kialakításakor fontos szempont volt a lehető legkisebb sávszélességigény, a gyors kereshetőség és a cég által forradalmasított fedélzeti intelligencia maximális kihasználhatósága. A szoftverhez illeszthetőek különböző modulok, mint pl. a rendszámfelismerő modul, vagy a VisiScanner nevű nem- és kormeghatározó megoldás.

## Intellio termékek
Intellio kameracsaládok:
- ILC kameraszéria (megszűnt)
- ORIO kameracsalád
- VISUS kameracsalád

Intellio menedzsmentszoftverek:
- Intellio Video System 1 (megszűnt)
- Intellio Video System 2 (megszűnt)
- Intellio Video System 3

## Intellio rendszerek nevezetes épületekben
- Magyar Nemzeti Múzeum
- Budapest Liszt Ferenc nemzetközi repülőtér (VisiScanner)
- Nyugat-magyarországi Egyetem
- Corvinus Egyetem
- ETO Park
- Nagyerdei Stadion
- Várkert Bazár
- Tüskecsarnok
- Pesti Központi Kerületi Bíróság Markó utcai épülete

## Külső hivatkozások
- A gyártó weboldala
- Bemutatkozó reklámfilm
- Intellio facebook oldal
- Intellio YouTube csatorna